# Prasinocyma oxycentra
Prasinocyma oxycentra là một loài bướm đêm trong họ Geometridae.